# Бухарово (Ивановская область)
Бухарово — деревня в Ивановском районе Ивановской области России. Входит в состав Коляновского сельского поселения.

## География
Примыкает к центру поселения деревни Коляново. В черте деревни Бухаровский пруд.

## Население
| 1859 | 1905 | 2010 |
| ---- | ---- | ---- |
| 85   | ↘64  | ↗576 |

### Национальный и гендерный состав
Согласно результатам переписи 2002 года, в национальной структуре населения русские составляли 95 % из 358 чел., из них 167 мужчин, 191 женщин.

## Инфраструктура
Дачи.

## Транспорт
Деревня доступна автотранспортом по Лежневскому шоссе. Остановка общественного транспорта «Бухарово».